# Gabriele Betancourt Nuñez
Gabriele Betancourt Nuñez (* 1951 in Tübingen) ist eine deutsche Kunsthistorikerin.

## Leben
Sie studierte Kunstgeschichte, Germanistik und Psychologie in Tübingen und Marburg. Seit 1988 hat sie Lehraufträge an Fachhochschulen und Universitäten. Von 1988 bis 2011 leitete sie Sammlung Fotografie im Museum für Kunst und Gewerbe Hamburg. Von 1992 bis 1998 war sie Präsidentin der Deutschen Fotografischen Akademie. Seit 2009 lehrt sie als Honorarprofessorin an der Universität Hamburg.
Ihre Schwerpunkte sind Geschichte der Fotografie im 19. und 20. Jahrhundert, Kunstfotografie um 1900, 1920er Jahre und drittes Reich.

## Schriften (Auswahl)
- Deutsche Volkstrachten, Kunst- und Kulturgeschichte. Der Fotograf Hans Retzlaff, 1902–1965. Eine Begleitpublikation zur gleichnamigen Ausstellung im Freilichtmuseum Hessenpark, Neu-Anspach vom 31.5. bis 18.11.1987. Jonas-Verlag, Marburg 1987, ISBN 3-922561-65-9.
- Porträtfotografie in Deutschland 1850-1918. ifa-Galerie Friedrichstraße, 3.4.–3.5.1992 (= Ausstellungsserie Fotografie in Deutschland von 1850 bis heute). Institut für Auslandsbildung, Stuttgart 1991, OCLC 311777539.
- Felice Beato in Japan. Photographien zum Ende der Feudalzeit 1863–1873. Edition Braus, Heidelberg 1991, ISBN 3-925835-79-2.
- Prospektive. Fotografen der jüngeren Generation. Erfurt, Escher, Grünewald, Jostmeier, Stamm (= Positionen zeitgenössischer Fotografie. Fotografische Akademie GDL Band 3). Jonas-Verlag für Kunst und Literatur, Marburg 1991, ISBN 3-89445-112-2.